# Dalbergia debilis
Dalbergia debilis är en ärtväxtart som beskrevs av James Francis Macbride. Dalbergia debilis ingår i släktet Dalbergia, och familjen ärtväxter. Inga underarter finns listade i Catalogue of Life.